# José Bascón
José Bascón (Provincia de Larecaja, La Paz, Bolivia) fue un futbolista y político boliviano de principios del siglo XX. 

## Carrera deportiva
Como futbolista, jugó en la posición de arquero y es considerado uno de los jugadores más importantes de la historia de Bolivia.
De relativamente baja estatura y complexión fuerte, fue un arquero realmente hábil, con grandes reflejos. Siempre vestía camisolas blancas o negras, con cuello alto y gorra. 
En 1925 estuvo enrolado en filas del Cordillera Royal, equipo de su localidad natal, para después pasar al Universitario cuando comenzó sus estudios en la carrera de Derecho en la Universidad Mayor de San Andrés, donde habría sido compañero de curso del expresidente de la República Víctor Paz Estenssoro, graduándose como abogado en 1927.
En 1929 pasa a jugar en The Strongest institución con la que vivió sus mayores éxitos deportivos y con la que llegó a identificarse plenamente. Se dice que Bascón, fue el creador del primer escudo conocido del Club The Strongest, que constaba de un blasón con rayas gualdas y negras, sobre el cual se posaba un cóndor, sujetando un balón de fútbol. Habría mandado a bordar aquel escudo que incluía en sus tradicionales camisetas blancas y negras como se observan en algunas fotos de la época.
En 1930 se convertiría en el arquero más exitoso de la historia de Bolivia, al lograr mantener su valla invicta durante todo aquel torneo, hito nunca más igualado en el fútbol boliviano y que permitiría a The Strongest conseguir el 13º título de su historia.
Fue parte también del histórico equipo que inauguró el Estadio Presidente Hernando Siles de La Paz el 16 de enero de 1930 logrando la victoria sobre su antiguo equipo, el Universitario
Fue contemporáneo de Jesús Bermúdez el gran arquero orureño, lo cual explicaría su no inclusión en la Selección Boliviana que jugó la Copa del Mundo de 1930 en Uruguay.
Su carrera sufrió un paréntesis durante el Conflicto del Chaco, para después ser retomada, consiguiendo con The Strongest el campeonato del primer torneo de posguerra.
Se retiró del fútbol en 1938 para dedicarse a la política.

### Clubes
| Club               | País    | Año         |
| ------------------ | ------- | ----------- |
| Cordillera Royal   | Bolivia | 1925-1927   |
| Club Universitario | Bolivia | 1927-1929   |
| Club The Strongest | Bolivia | 1929 - 1938 |

### Palmarés
| Título                | Club          | País    | Año  |
| --------------------- | ------------- | ------- | ---- |
| Campeonato de la LPFA | The Strongest | Bolivia | 1930 |
| Campeonato de la LPFA | The Strongest | Bolivia | 1936 |
| Campeonato de la LPFA | The Strongest | Bolivia | 1938 |

## Carrera política
Se declara afín al Socialismo militar de la posguerra y en 1938, participa de la histórica Convención Nacional convocada por el Presidente Germán Busch, donde se reforma la Constitución Política del Estado y donde fue elegido diputado por Larecaja, su provincia natal.
Participó aquel mismo año de 1938 en las deliberaciones de la Convención para aprobar la firma del Tratado de Paz con Paraguay, documento que fue aprobado a finales de ese año.

## Otras facetas
Era también un gran aficionado a la música, siendo considerado uno de los mejores pianistas de la época, instrumento que tocaba los fines de semana en el Hotel Torino de la ciudad de La Paz, coordinando esta actividad con la futbolística.